# Рікарду Сантуш
Рікарду Сантуш  (порт. Ricardo Santos, 6 січня 1975) — бразильський пляжний волейболіст, олімпійський чемпіон.

## Виступи на Олімпіадах
| Олімпіада   | Дисципліна       | Місце |
| ----------- | ---------------- | ----- |
| Сідней 2000 | пляжний волейбол | 2     |
| Афіни 2004  | пляжний волейбол | 1     |
| Пекін 2008  | пляжний волейбол | 3     |
| Лондон 2012 | пляжний волейбол | =5    |